# تايرون مونتجومري
تايرون مونتجومري (بالإنجليزية: Tyrone Montgomery)‏ هو لاعب كرة قدم أمريكية أمريكي، ولد في 3 أغسطس 1970 في غرينفيل في الولايات المتحدة.